# Fausto Amodei
Fausto Amodei (* 1934) je italský zpěvák a kytarista. Narodil se v Turíně a svou kariéru zahájil v roce 1958 jako člen kapely Cantacronache. V šedesátých letech byl redaktorem časopisu Nuovo Canzoniere Italiano a v roce 1966 byl zvolen do Italského parlamentu. V šedesátých letech začal vydávat alba. Jednou z jeho nejznámějších písní byla „Per i morti di Reggio Emilia“ věnovaná demonstrantům, kteří byli v roce 1960 zabiti policií.